# Olympische Jugend-Sommerspiele 2018/Teilnehmer (Syrien)
| Gelbes Symbol für Goldmedaillen mit stilisierten Olympischen Ringen | Graues Symbol für Silbermedaillen mit stilisierten Olympischen Ringen | Braundes Symbol für Bronzemedaillen mit stilisierten Olympischen Ringen |
| ------------------------------------------------------------------- | --------------------------------------------------------------------- | ----------------------------------------------------------------------- |
| —                                                                   | —                                                                     | —                                                                       |

Die Jugend-Olympiamannschaft aus Syrien für die III. Olympischen Jugend-Sommerspiele vom 6. bis 18. Oktober 2018 in Buenos Aires (Argentinien) bestand aus drei Athleten.

## Athleten nach Sportarten

### Leichtathletik
Mädchen
- Louris Danoun
1500 m: DNF

### Reiten
- Momen Zindaki
Springen Einzel: 10. Platz
Springen Mannschaft: 6. Platz (im Team Asien)

### Triathlon
Jungen
- Zakaria Alkharrat
Einzel: 30. Platz
Mixed: 14. Platz (im Team Welt 1)